# 段原一丁目停留場
段原一丁目停留場（日语：／ Dambara 1-chome teiryūjō */?），又稱段原一丁目電車站，是位於廣島縣廣島市南區段原一丁目，廣島電鐵循環線預定車站。2025年8月3日之前曾為皆實線的電車站，當時的車站編號為H4。

## 歷史
在1944年（昭和19年），皆實線開通，此電車站啟用，當時電車站名為大畑町停留場（日语：／）。在啟用1年後的1945年（昭和20年）8月6日，廣島市被投下原子彈，皆實線全線不能通行。在戰後1948年（昭和23年），皆實線全線重開。
在戰後，電車站改名為段原大畑町停留場（日语：／）。但是「段原大畑町」該町名在1995年（平成7年）廢止，電車站名稱於6年後改名為段原一丁目停留場。
- 1944年（昭和19年）12月27日 - 皆實線全線開通，此電車站啟用，當時電車站名為大畑町停留場[1]。
- 1945年（昭和20年）8月6日 - 廣島市被投下原子彈，皆實線全線不能通行。
- 1948年（昭和23年）7月1日 - 皆實線全線路線重開。
- 1969年（昭和44年）以前 - 電車站改名為段原大畑町停留場[2]。
- 2001年（平成13年）11月1日 - 電車站改名為段原一丁目停留場[4]。
- 2025年8月3日：因站前大橋線通車、的場町～本站～比治山下一段暫停營運，車站暫時停用，以改換為循環線的工程[5]。
- 2026年春（予定）：隨循環線通車、重新運作[5]。

## 電車站構造
電車站是建造在共用行車道上。電車站設有2面2線的相對式低地台月台。起點望向此電車站中，右邊是的場町方向的上行月台，左邊是皆實町六丁目方向的下行月台。
月台可容納3輛、5輛接掛電車。曾經此電車站沒有月台，只有在道路上乘車處，於1974年（昭和49年）9月尾加設月台。

### 原運行系統
此電車站是皆實線電車站之一。5系統會駛入此站。
| 下行月台 | 5號線 | 前往廣島港、宇品二丁目和皆實町六丁目 |
| 上行月台 | 5號線 | 前往廣島站                           |

## 使用狀況
根據廣島電鐵上繳國土交通省有關「實施移動等圓滑化相關事宜」（移動等円滑化に関する取り組み）報告中，本站的使用人數如下：
| 乘降人員推算 | 乘降人員推算     | 乘降人員推算   |
| 年度         | 1日平均 乘降人次 | 出處           |
| ------------ | ---------------- | -------------- |
| 2021         | 444              | [ 廣電統計 1 ] |
| 2022         | 481              | [ 廣電統計 2 ] |
| 2023         | 520              | [ 廣電統計 3 ] |
| 2024         | 521              | [ 廣電統計 4 ] |

## 電車站周邊
電車站附近為住宅區。電車站東南方設有比治山。電車站邊東設有段原文物街，沿路上設有文物店。
此電車站與的場町停留場之設有大正橋停留場（日语：／），該電車站是位於大正橋附近，後來在昭和30年代（或40年代）廢止。
- 廣島市立段原小學
- 松川公園
- 廣島南消防署
- 比治山神社（日语：比治山神社）
- 廣島食糧會館
- 段原一丁目巴士站 - 廣電巴士4號線（日语：広島電鉄仁保営業課#現行路線）、5號線（日语：広電バス#曙営業所管轄）、廣島巴士26號線（日语：広島バス#26号線（旭町線））停靠此站。

## 相鄰電車站
廣島電鐵
■循環線（2026年春起）
的場町－段原一丁目－比治山下（H02）
曾經服務路線
■皆實線
的場町（H3）－段原一丁目（H4）－比治山下（H5）

### 統計資料
1. ↑  2021年度 移動等円滑化取組報告書（軌道停留場），第3頁。
2. ↑  2022年度 移動等円滑化取組報告書（軌道停留場） （页面存档备份，存于），第3頁。
3. ↑  2023年度 移動等円滑化取組報告書（軌道停留場），第3頁。
4. ↑  2024年度 移動等円滑化取組報告書（軌道停留場），第3頁。

## 外部連結
- 廣島電鐵段原一丁目站（舊版本）（页面存档备份，存于）（日語）